# Уаху
Уаху (Acanthocybium solandri) е вид лъчеперка от семейство Scombridae. Видът е незастрашен от изчезване.

## Разпространение и местообитание
Разпространен е по атлантическото крайбрежие на Флорида, по на север в Мексиканския залив, край бреговете на Панама, Австралия и Южна Африка.
Среща се на дълбочина от 3 до 20 m, при температура на водата от 1,5 до 29 °C и соленост 32,4 – 37,2 ‰.

## Описание
На дължина достигат до 2,5 m, а теглото им е максимум 83 kg.
Популацията им е стабилна.